# Pseudomyrmex niger
Pseudomyrmex niger is een mierensoort uit de onderfamilie van de Pseudomyrmecinae. De wetenschappelijke naam van de soort is voor het eerst geldig gepubliceerd in 1940 door Donisthorpe.